# Ісмаїл Кемалі
Ісмаї́л Кемалі́ бей Фло́ря, також турецькою İsmail Kemal Bey або İsmail Kemal Vlora (16 січня 1844 — 24 січня 1919) — Герой Албанії, один з провідних лідерів албанського національного руху, засновник сучасної Албанської держави та її перший Президент і глава уряду.

## Біографія
Кемалі народився у Авлоні у дворянській родині. Початкову освіту здобув у рідному місті, закінчив гімназію в Яніні, у 1859 він переїхав до Стамбула, де розпочав кар'єру державного службовця, брав участь у проведенні ліберальних реформ Мідхата-паші, займав посади губернатора кількох міст на Балканах. Упродовж цих років він доклав істотних зусиль для стандартизації албанської абетки та започаткування Албанської культурної асоціації. 1877 року Ісмаїл, здавалося, почав висуватись на провідні позиції у османському політичному житті, проте коли султан Абдул-Гамід II усунув Мідхата з посту прем'єр-міністра, Кемалі був засланий до західної Анатолії, допоки султан не повернув його і призначив губернатором Бейрута. Однак, його ліберальні переконання знову посварили його із султаном, й у травні 1900 року Ісмаїл Кемалі, перебуваючи на яхті британського посла й попрохав політичного притулку. Його вивезли з Туреччини, й наступні вісім років прожив в еміграції, працюючи одночасно над конституційною реформою Османської імперії й над розвитком національного руху в Албанії з метою її подальшого незалежного існування. Після повстання Младотурків у 1908 році, він став депутатом у відновленому османському парламенті. У 1909 році він став головою Османської національної асамблеї, але невдовзі був змушений назавжди залишити Стамбул. Після цього він сконцентрував свою діяльність виключно на питанні незалежної Албанії.
Він був принциповою фігурою у прийнятті албанської Декларації незалежності та у формуванні уряду незалежної Албанії 28 листопада 1912 року. Таким чином було завершено понад 500-річне панування Османської імперії в Албанії. Разом із Ісою Болетіні та Луїджі Гуракуджі він вивісив прапор Албанії на балконі будинку у Флоре, де було підписано Декларацію. Ісмаїл Кемалі очолював уряд Албанії з 1912 до 1914 року.
Упродовж Першої світової війни Кемалі жив у Парижі, де він подекуди писав статті у «Daily Mail», а також співпрацював з іншими виданнями, щоб опублікувати власні мемуари. У 1918 році Кемалі поїхав до Італії за підтримкою його руху в Албанії, але італійський уряд заборонив йому залишати країну, й він став вимушеним гостем готелю у Перуджі. Там він і помер від серцевого нападу.

## Склад уряду Ісмаїла Кемалі[4]
- Прем'єр-міністр: Ісмаїл Кемалі
- Віце-прем'єр: Нікола Качорі
- Міністр закордонних справ: Ісмаїл Кемалі, пізніше Мифіт Лібохова
- Міністр внутрішніх справ: Мифіт Лібохова, пізніше Есад-паша Топтані
- Міністр оборони: генерал Мехмет-паша Дерралла
- Міністр фінансів: Абді Топтані
- Міністр юстиції: доктор Петро Пога
- Міністр освіти: доктор Луїджі Гуракуджі
- Міністр комунального господарства: Мітхат Фрасгері
- Міністр сільського господарства: Панделі Кале
- Міністр пошти й телеграфу: Леф Нозі